# SK Vard Haugesund
SK Vard Haugesund är en fotbollsklubb i Haugesund, Norge. Den startades 1916 och spelade 1976 i Norges högsta division. I norska cupmästerskapet åkte man på final-stryk 1962 och 1975.

### Fotnoter
1. ↑  ”Norwegian first division 1976” (på engelska). RSSSF Norway. http://www.rsssf.no/1976/First.html. Läst 29 september 2017.
2. ↑  Ole Petter Pedersen och Jan Holm. ”Norske cupfinaler i fotball” (på norska). Store norske leiksikon. https://snl.no/Norske_cupfinaler_i_fotball. Läst 29 september 2017.